# Croix de Fanjeaux
La croix de Fanjeaux est une croix située à Fanjeaux, en France.

## Localisation
La croix est située sur la commune de Fanjeaux, dans le département français de l'Aude.

## Historique
L'édifice est inscrit au titre des monuments historiques en 1948.